# Jüdische Gemeinde Grötzingen
Eine Jüdische Gemeinde in Grötzingen, einem Stadtteil von Karlsruhe in Baden-Württemberg, bestand seit dem 17. Jahrhundert.

## Geschichte
Die Entstehung der neuzeitlichen jüdischen Gemeinde geht auf das Jahr 1677 zurück, als Markgraf Friedrich Magnus eine erste jüdische Familie als Schutzjuden gegen Bezahlung aufnahm.
Zur jüdischen Gemeinde in Grötzingen gehörten seit 1894 auch die in Durlach lebenden jüdischen Personen als Filialgemeinde an. Die jüdischen Familien lebten hauptsächlich vom Alteisen-, Vieh- und Pferdehandel.
Die jüdische Gemeinde besaß eine Synagoge, eine Religionsschule und ein rituelles Bad (Mikwe). 1905/06 wurde ein eigener Friedhof errichtet. Der angestellte Lehrer war zugleich als Vorbeter und Schochet tätig. Die jüdische Gemeinde gehörte seit 1827 zum Bezirksrabbinat Karlsruhe und nach dessen Auflösung ab 1885 zum Bezirksrabbinat Bretten.

## Synagoge

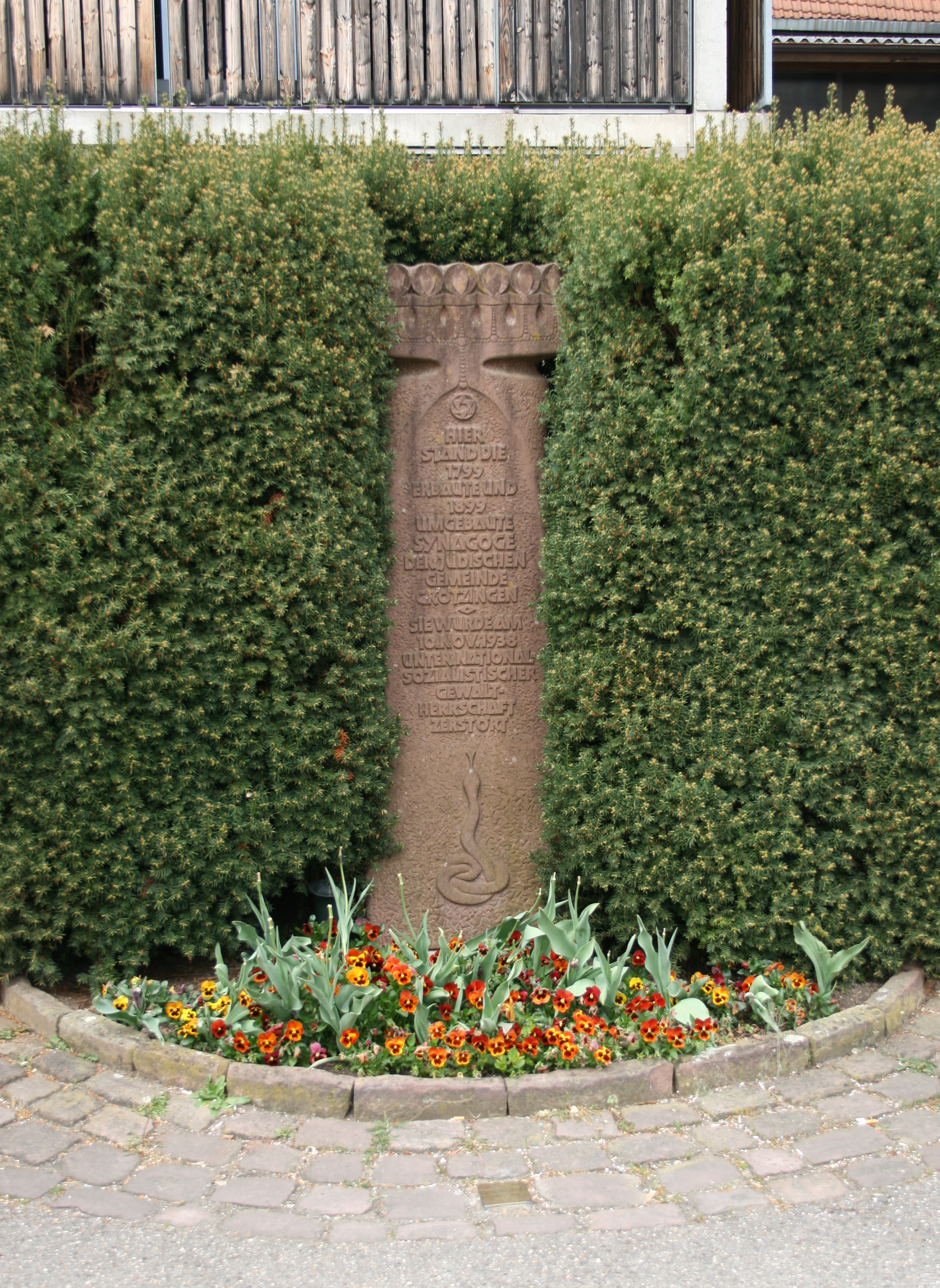
Gedenkstele am Ort der Synagoge in der Krummen Straße

Nachdem der bisherige Betsaal schon lange zu klein geworden war, plante man den Bau einer Synagoge, die 1798/99 errichtet wurde. Die Obere Gasse in Grötzingen wurde in Synagogenstraße umbenannt. 1841 wurde die Synagoge umfassend renoviert und 1899 erweitert.
Nach der nationalsozialistischen Machtergreifung wurde 1934 die Synagogenstraße in Krumme Straße umbenannt. Während der Novemberpogrome 1938 wurde die Synagoge zerstört und Anfang 1939 abgebrochen.
Seit 1983 erinnert an ihrer Stelle (Krumme Straße 15) eine Gedenkstele an das Schicksal der jüdischen Gemeinde in Grötzingen.

## Gemeindeentwicklung
| Jahr | Gemeindemitglieder                     |
| ---- | -------------------------------------- |
| 1797 | 23 Personen                            |
| 1798 | 87 Personen                            |
| 1816 | 85 Personen                            |
| 1852 | 142 Personen oder 7,03 % der Einwohner |
| 1867 | 121 Personen oder 5,5 % der Einwohner  |
| 1880 | 93 Personen oder 4,1 % der Einwohner   |
| 1910 | 64 Personen oder 1,2 % der Einwohner   |
| 1933 | 20 Personen oder 0,2 % der Einwohner   |

## Nationalsozialistische Verfolgung
Vier jüdische Gemeindemitglieder konnten in die USA emigrieren und die letzten 12 jüdischen Einwohner wurden im Rahmen der sogenannten Wagner-Bürckel-Aktion am 22. Oktober 1940 nach Gurs deportiert.
Das Gedenkbuch des Bundesarchivs verzeichnet 16 in Grötzingen geborene jüdische Bürger, die dem Völkermord des nationalsozialistischen Regimes zum Opfer fielen.
Im Jahr 1991 wurde gegenüber dem Rathaus eine Gedenktafel zur Erinnerung an die ermordeten jüdischen Einwohner angebracht.